# Журавка (притока Деркулу)
Журавка — річка в Україні, у Біловодському районі Луганської області. Ліва притока Деркулу (басейн Дону).

## Опис
Довжина річки 11 км, похил річки 2,4  м/км, найкоротша відстань між витоком і гирлом — 9,40  км, коефіцієнт звивистості річки — 1,17 . Площа басейну водозбору 61,4  км². Річка формується 1 безіменним струмком та 1 загатою.

## Розташування
Бере початок на південно-західній стороні від села Роздолля. Тече переважно на північний захід через село Кононівку і на північно-східній околиці Лимарівки впадає у річку Деркулу, ліву притоку Сіверського Дінця.
Населені пункти вздовж берегової смуги: Крейдяне, Гармашівка.
У селі Кононівка річку перетинає автошлях Т 1314.